# Patrícia Kogut
Patrícia Kogut é uma jornalista brasileira. É filha do médico José Kogut e da tradutora-intérprete Dorothy Kogut, irmã da cineasta Sandra Kogut e da doutora em Literatura Inglesa pela University of Essex, do Reino Unido, Vivien Kogut Lessa de Sá. Em novembro de 2002, casou-se com o jornalista Ali Kamel, diretor da Central Globo de Jornalismo. É mãe de Alice e Sofia. 
Estudou na escola Francesa do Rio, depois, no Bennett e no Andrews, também no Rio de Janeiro. Ingressou em 1982 no curso de Letras da Pontifícia Universidade Católica do Rio de Janeiro (PUC-RJ), mas logo se transferiu para o departamento de Comunicação Social da mesma universidade.

## Carreira
Trabalhou nas revistas "Fatos", "Pais & Filhos" e "Desfile" (todas editadas pelo grupo Bloch Editores, que também era detentor da Rede Manchete).
Desde 1995 trabalha no jornal carioca O Globo, onde ingressou como repórter da "Revista da TV", da qual se tornou editora em 2000. A partir de 1998, passou a escrever uma coluna diária no "Segundo Caderno". Inicialmente batizada de "Controle Remoto", a coluna recebeu o nome da titular em 2011. Nela, Kogut publicava notícias e críticas sobre o que acontece na televisão. Manteve um portal com seu nome, hospedado no site do jornal O Globo e campeão de audiência. Lançado em 2003 no formato de blog, em 2012, foi redesenhado e se tornou um site. 
Em 2023, deixou a coluna diária e passou a escrever duas vezes por semana no "Segundo Caderno". Publica críticas de televisão e streaming no jornal "O Globo" e num blog, o www.patriciakogut.com. Desde 2021, participa semanalmente do "Estúdio CBN", na Rádio CBN, com o quadro "Fora de série".
Recebeu Prêmio Comunique-se, um dos mais importantes do jornalismo, em 2013, 2014 e 2017.
Kogut está entre as 250 mulheres mais influentes do mundo nas redes sociais, segundo ranking do site "RichTopia", dos Estados Unidos. 

## Livro
É autora de "101 atrações de TV que sintonizaram o Brasil", publicado pela Estação Brasil, selo da Editora Sextante. Lançado em 2017, o livro ficou na lista dos mais vendidos da "Veja" e do "PublishNews". Na obra, Kogut lista 101 personalidades e programas que marcaram a televisão brasileira.  
"Para nos conduzir em tal passeio por essa divina comédia da vida privada não poderia haver guia mais apropriada do que a jornalista Patrícia Kogut, que há duas décadas e um piscar de olhos se mantém senhora do controle remoto, zapeando por um labirinto de canais para separar o joio da joia e resenhar para dezenas de milhares de leitores o que vale a pena ver de novo ou de velho nessa enxurrada de imagens nossas de cada dia", escreveu Eduardo Bueno, curador da coleção 101.
A capa do livro traz Lima Duarte e Regina Duarte, protagonistas de "Roque Santeiro", novela de Dias Gomes e Aguinaldo Silva exibida pela Globo em 1985.